# المركز الدولي لدراسات السجون
المركز الدولي لدراسات السجون مركز أبحاث مستقل انشأ في عام 1997 عن طريق البروفسور البريطاني أندريه كويل، مقره الرئيسي في بريطانيا. يقوم المركز بنشر التقارير والأبحاث بالإضافة لإقامة المؤتمرات عن أوضاع السجون في العالم. يرأسه حاليا الدكتور بيتر بينيت (بالإنجليزية: Peter Bennett)‏. يرتيط المركز أكاديميا مع جامعة إسيكس العريقة منذ عام 2011 م.
أظهرت آخر إحصائيات أجراها المركز أن عدد المساجين في العالم تجاوز 10.2 ملايين شخص. وبينما تصدرت الولايات المتحدة الأمريكية لائحة الدول من حيث عدد السجناء، جاء المغرب ومصر والجزائر في مقدمة الدول العربية، مع الإشارة إلى أن إحصائيات السجناء في مصر تعود إلى العام 2011.

## روابط خارجية
الموقع الرسمي للمركز الدولي لدراسات السجون